# Kochsandorita
La kochsandorita és un mineral de la classe dels carbonats, que pertany al grup de la dresserita. Rep el seu nom de Sándor Koch, exprofessor de mineralogia, petrografia i geoquímica de la Universitat de Szeged, Hongria.

## Característiques
La kochsandorita és un carbonat de fórmula química CaAl₂(CO₃)₂(OH)₄·H₂O. Va ser aprovada com a espècie vàlida per l'Associació Mineralògica Internacional l'any 2004. Cristal·litza en el sistema ortoròmbic. Acostuma a trobar-se en agregats esfèrics de cristalls aciculars de fins a 0,5 mm de llarg, en carbó massiu. La seva duresa a l'escala de Mohs es troba entre 2 i 2,5.
Segons la classificació de Nickel-Strunz, la kochsandorita pertany a «05.D - Carbonats amb anions addicionals, amb H₂O, amb cations grans i de mida mitjana» juntament amb els següents minerals: alumohidrocalcita, nasledovita, paraalumohidrocalcita, dresserita, dundasita, montroyalita, estronciodresserita, petterdita, hidrodresserita, schuilingita-(Nd), sergeevita i szymanskiïta.

## Formació i jaciments
Va ser descoberta a la mina de carbó de Mány, a la conca del riu Bicske-Zsámbéki, a la regió de Fejér, Hongria, on sol trobar-se associada a altres minerals com: quars, pirita, caolinita, il·lita, guix, gibbsita, felsőbanyaïta, dolomita, calcita, böhmita, alumohidrocalcita i, naturalment, carbó. També a Hongria, ha estat descrita a les mines de carbó de Tatabánya, als monts Gerecse, a la regió de Komárom-Esztergom. Són els dos únic indrets on ha estat trobada aquesta espècie mineral.